# Śliwniki (Parzęczew)
Pour les articles homonymes, voir Śliwniki.
Śliwniki est une localité polonaise de la gmina de Parzęczew, située dans le powiat de Zgierz en voïvodie de Łódź.
En 2021, la localité recense 186 habitants.